# Heterostegane flavidior
Heterostegane flavidior är en fjärilsart som beskrevs av W. Warren 1896. Heterostegane flavidior ingår i släktet Heterostegane och familjen mätare. Inga underarter finns listade i Catalogue of Life.